# Рикса Полска
Рикса Полска (на унгарски: Richeza, Ryksa; * 22 септември 1013; † 21 май 1075) e от 1060 до 1063 г. кралица на Унгария.

## Биография
Дъщеря е на полския крал Мешко II Лямберт († 1034) от династията на Пястите и Рихеза Лотарингска († 1063) от род Ецони.
Рикса се омъжва между 1039 и 1042 г. за херцог и по-късния унгарски крал Бела I († 1063) от династията на Арпадите. На 6 декември 1060 г. нейният съпруг Бела I става крал на Унгария. Двамата имат шест деца, двама сина последват техния баща като крале на Унгария и една дъщеря е омъжена за хървацкия крал.

## Деца
- Геза I (* 1044/1045, † 1077), крал на Унгария (1074 – 1077)
- Ласло I, Светия (* 1048, † 1095), крал на Унгария (1077 – 1095)
- Евфемия/Лудмила († 1111), ∞ княз Ото I от Мерания
- София (* ок. 1040/1050, † 18 юни 1095), ∞ I. за Улрих I от Истрия-Крайна, II. за херцог Магнус от Саксония
- Мария, ∞ Андроник Дука Митка от Византия, син на Константин X Дука
- Красивата Елена/Илона († 1095), ∞ крал Димитър Звонимир от Хърватия
- дъщеря, ∞ граф Ламберт фон Hontpázmány